# Landdagverkiezingen in Tirol 2013
De twintigste landdagverkiezingen in de deelstaat Tirol van 2013 vonden op 28 april van dat jaar plaats. De verkiezingen werden gewonnen door de  Tiroler Volkspartei (VP TIROL) - een afdeling van de federale Österreichische Volkspartei (ÖVP). De VP TIROL bleef de grootste partij, maar was wel iets achteruitgegaan en bleef met afstand de grootste partij in de Landdag van Tirol.
Na de verkiezingen werd een coalitie van VP TIROL en Die Grünen Tirol gevormd (een zogenaamde "zwart-groene" coalitie) onder leiding van gouverneur (Landeshauptmann) Günther Platter (VP TIROL). 
| Partij                   | Partij                                       | Percentage | Zetels | Verschil |
| ------------------------ | -------------------------------------------- | ---------- | ------ | -------- |
|                          | Tiroler Volkspartei (VP TIROL)               | 39,35%     | 16     | 0        |
|                          | Sozialdemokratische Partei Österreichs (SPÖ) | 13,72%     | 5      | 0        |
|                          | Die Grünen Tirol (GRÜNE)                     | 12,59%     | 5      | 1        |
|                          | Vorwärts Tirol (VORWÄRTS)                    | 9,54%      | 4      | 4        |
|                          | Freiheitliche Partei Österreichs (FPÖ)       | 9,34%      | 4      | 0        |
|                          | Lijst Fritz Dinkhauser (FRITZ)a              | 5,61%      | 2      | 5        |
|                          | Overige partijen                             | 0,31%      | 0      | —        |
|                          |                                              |            | 36     |          |
| a Bürgerforum Österreich |                                              |            |        |          |